# Carspach
 Carspach (en alsacià Karschbach) és un municipi francès, situat a la regió del Gran Est, al departament de l'Alt Rin. L'any 2006 tenia 1.786 habitants.

## Demografia
| 1926  | 1936  | 1946  | 1962  | 1968  | 1975  | 1982  | 1990  | 1999  |
| ----- | ----- | ----- | ----- | ----- | ----- | ----- | ----- | ----- |
| 1.291 | 1.447 | 1.448 | 1.685 | 1.761 | 1.676 | 1.666 | 1.546 | 1.620 |

## Administració
| Període   | Identitat             | Partit |
| --------- | --------------------- | ------ |
| 1793-1795 | Johannes Zurbach      |        |
| 1795-1803 | François Joseph Braun |        |
| 1803-1809 | Jean Zurbach          |        |
| 1809-1813 | Jean Hartmann         |        |
| 1813-1814 | Antoine Allimann      |        |
| 1814-1821 | Joseph Bach           |        |
| 1821-1835 | Jean Hartmann         |        |
| 1835-1840 | Jean Zurbach          |        |
| 1840-1848 | Georges Allimann      |        |
| 1848-1852 | Jean Zurbach          |        |
| 1852-1854 | Jean Hartmann         |        |
| 1854-1874 | Jacques Bertsch       |        |
| 1874-1881 | Georges Clar          |        |
| 1881-1889 | Jean Hartmann         |        |
| 1899-1919 | Joseph Eberlin        |        |
| 1919-1925 | Charles Habermacher   |        |
| 1925-1932 | Aimé Meyberger        |        |
| 1932-1947 | André Alimann         |        |
| 1947-1974 | Paul Zurbach          |        |
| 1974-2001 | Marcel Rosburger      |        |
| 2001-     | Jean-Pierre Hartmann  |        |